# Santa Rosalía (Kolumbien)
Santa Rosalía ist eine Gemeinde (Municipio) im Departamento Vichada in Kolumbien.

## Geographie
Santa Rosalía liegt auf einer Höhe von ungefähr 320 Metern in Vichada in den kolumbianischen Llanos und hat eine Durchschnittstemperatur von 30 °C. Die Gemeinde grenzt im Norden an den Río Meta und an Orocué, San Luis de Palenque und Trinidad im Departamento Casanare, im Osten an La Primavera, im Süden an den Río Tomo und Cumaribo und im Westen an Puerto Gaitán im Departamento Meta.

## Bevölkerung
Die Gemeinde Santa Rosalía hat 4297 Einwohner, von denen 2702 im städtischen Teil (cabecera municipal) der Gemeinde leben (Stand: 2022).

## Geschichte
Das Gebiet der heutigen Gemeinde Santa Rosalía war schon seit der Kolonialzeit besiedelt. Die offizielle Gründung des Ortes erfolgte allerdings erst 1970. Seit 1993 hat Santa Rosalía den Status einer Gemeinde.

## Wirtschaft
Der wichtigsten Wirtschaftszweige von Santa Rosalía sind wie in den ganzen Llanos die Rinderproduktion und die Landwirtschaft.

## Verkehr
Santa Rosalía verfügt über einen Flugplatz (IATA-Code: SSL, ICAO-Code: SKSL) und kann von Villavicencio auf dem Luftweg erreicht werden. Von Puerto Gaitán kann Santa Rosalía auf dem Flussweg erreicht werden, und von Villavicencio auch über den Landweg. Die Straßenverhältnisse können allerdings in der Regenzeit sehr schlecht werden.